# Job van Eunen
Job van Eunen (21 januari 1980) is een voormalig Nederlands korfballer. Hij speelde voor DOS'46 uit Nijeveen.

## Clubs
- Wit Blauw
- DOS'46

## Prijzenkast
- Nederlands Kampioen (zaal) 1X, 2008/09
- Europa Cup 1X, 2008